# フジテレビ火曜8時枠の連続ドラマ
フジテレビ火曜8時枠の連続ドラマは、かつてフジテレビ系列局が火曜20時台（日本標準時）に編成していたテレビドラマ枠である。編成時間は時期によって異なる。
2000年代に同時間帯に編成されていた時代劇枠については火曜時代劇の項を参照。

## 歴史
1970年代以降は『火曜ワイドスペシャル』などの単発特別番組枠を放送した事で知られるこの枠も、開局当時から1970年代初期までドラマを放送していた。
30分時代にはコメディなど、1時間時代になると刑事物や海外作品、その後はアクション物や時代劇が放送されるが、TBS系列の『TBS歌謡曲ベストテン』→『TBS歌のグランプリ』に太刀打ち出来ず、やがては単発特別番組枠で途切れ途切れに放送、更にこの時期は『巨泉×前武ゲバゲバ90分!』シリーズ（日本テレビ系列）にまで人気を奪われ、1972年3月28日終了の『おらんだ左近事件帖』を最後にドラマは途絶え、以後は長期に渡って『火曜ワイドスペシャル』が放送される。
それから27年後の1998年10月13日に、久し振りの現代劇『走れ公務員!』を開始するも、『踊る!さんま御殿!!』（日本テレビ系列）のため人気無く、次作『鬼の棲家』でドラマは終了、その後は再び単発特別番組枠や『スーパー時代劇』を放送、そして2004年4月に開始して2015年3月まで放送の『カスペ!』、現在は1時間のバラエティー枠として放送されている。
最後となる第10期の1998年10月から1999年3月までの半年間は、フジテレビ系列では8時・9時・10時と3本立てでドラマが放送されていた（火曜10時枠は関西テレビ製作）。

## 作品リスト
第1期のみ20:00 - 20:30に編成。第2期の途中（1963年10月）からは基本的に20:00 - 20:56に編成。▲マークは海外作品。

### 第1期
- 青空通り（1959年3月3日 - 1959年9月29日） - 同年10月に火曜19:30枠へ移動。
- あっぱれ蝶助 無茶修業（1959年10月6日 - ） - 火曜19:30枠から移動。同年11月に日曜18:15枠へ移動。
- 鶴田浩二文芸名作シリーズ（1959年11月3日 - 1960年1月26日） - 土曜21:15枠から改題移動。
- 江戸の影法師
- おいでやす（1960年5月3日 - 1960年7月26日）
- 諜報
- にっこり捕物帳
- 凡ちゃん捕物帳 - この作品の終了後には編成を中断し、単発ドラマ枠である『シャープ火曜劇場』 → プロ野球中継を編成。

### 第2期
- デジル劇場▲ - この作品の終了後には再度編成を中断し、プロ野球中継または映画番組（双方とも20:00 - 21:26）を編成。

### 第3期
- 幕末（1964年10月6日）
- 第7の男（1964年10月27日 - 1965年1月19日）
- 刺身とビフテキ（1965年2月9日 - 1965年4月20日） - この作品の終了後には再度編成を中断し、プロ野球中継または映画番組（20:00 - 21:26）を編成。

### 第4期
- 刑事（1965年10月5日 - 12月28日）
- ラレード（1966年1月4日 - 3月）▲ - この作品の終了後には再度編成を中断し、『火曜映画劇場』（第1期）を放送。

### 第5期
- 事件記者（1966年10月4日 - 1967年3月28日） - この作品の終了後には再度編成を中断し、『火曜映画劇場』（第2期）を放送。

### 第6期
- 秘密指令883（1967年10月3日 - 1968年2月20日） - この作品の終了後には再度編成を中断し、『爆笑グランドパレード』を放送。

### 第7期
- 東京コンバット（1968年10月1日 - 1969年9月23日）
- フラワーアクション009ノ1（1969年10月7日 - 12月30日）
- 幽霊探偵ホップカーク（1970年1月13日 - 3月31日）▲ - この作品の終了後には再度編成を中断し、『テレビグランドスペシャル』（第2期）を放送。

### 第8期
- 旗本退屈男（高橋英樹版）（1970年10月6日 - 1971年3月30日） - この作品の終了後には再度編成を中断し、『火曜ワイドスペシャル』（第1期）を編成。

### 第9期
- おらんだ左近事件帖（1971年10月12日 - 1972年3月28日） - この作品の終了後には再度編成を中断し、『火曜ワイドスペシャル』（第2期）→『黄金ボキャブラ天国→家族そろってボキャブラ天国』を編成。

### 第10期
- 走れ公務員!（1998年10月13日 - 12月8日）
- 鬼の棲家（1999年1月12日 - 3月23日）

## 参考資料
- キー局番組編成変遷ひょ〜
- 『タイムテーブルからみたフジテレビ50年史』フジテレビ編成制作局、2009年、1 - 26頁。